# Olympische Winterspiele 1968/Teilnehmer (Australien)
| Gelbes Symbol für Goldmedaillen mit stilisierten Olympischen Ringen | Graues Symbol für Silbermedaillen mit stilisierten Olympischen Ringen | Braundes Symbol für Bronzemedaillen mit stilisierten Olympischen Ringen |
| ------------------------------------------------------------------- | --------------------------------------------------------------------- | ----------------------------------------------------------------------- |
| —                                                                   | —                                                                     | —                                                                       |

Australien nahm an den Olympischen Winterspielen 1968 im französischen Grenoble mit drei Sportlern teil.
Seit 1936 war es die sechste Teilnahme Australiens an Olympischen Winterspielen.

## Teilnehmer

### Ski Alpin
- Malcolm Milne
Abfahrt: 24. Platz – 2:05,36 min
Slalom: 24. Platz – 1:52,42 min
Riesenslalom: 33. Platz – 3:43,85 min

### Ski Nordisch
- Ross Martin
15 km: 60. Platz – 58:00,2 min
30 km: 60. Platz – 1:55:17,3 h

### Eisschnelllauf
- Colin Coates
500 m: 41. Platz – 43,3 s
1500 m: 49. Platz – 2:16,7 min